# Chlorortha
Chlorortha es un género de polillas de la familia Tortricidae.

## Especies
- Chlorortha chloromonas Razowski, 1984